# ورنویل سور وین
ورنویل سور وین (به فرانسوی: Verneuil-sur-Vienne) یک کمون در فرانسه است که در Canton of Aixe-sur-Vienne واقع شده‌است.

## خصوصیات
ورنویل سور وین ۳۴٫۵۲ کیلومترمربع مساحت و ۳٬۸۹۳ نفر جمعیت دارد.